# Thébská nekropole
Thébská nekropole je archeologická lokalita v Egyptě na západním břehu Nilu nedaleko dnešního moderního města Luxoru. V dobách starověkého Egypta, zejména v období Nové říše, byla tato rozsáhlá oblast využívána jako pohřebiště někdejšího královského sídelního města Vesetu. V dnešní době patří díky svým historickým památkám mezi nejnavštěvovanější místa v celém Egyptě. V roce 1979 byla thébská nekropole zařazena na seznam světového dědictví UNESCO.

## Zádušní chrámy
- Dér el-Bahrí
  - Zádušní chrám královny Hatšepsut
  - Zádušní chrám Mentuhotepa II.
  - Zádušní chrám Thutmose III.
- Medínit Habu
  - Zádušní chrám Ramesse III.
  - Zádušní chrám Ajeho a Haremheba
- Zádušní chrám Amenhotepa III.
  - Memnonovy kolosy
- Merenptahův zádušní chrám
- Zádušní chrám Ramesse IV.
- Zádušní chrám Thutmose IV.
- Zádušní chrám královny Tausret
- Nebwenenefův zádušní chrám
- Kurna
  - Zádušní chrám Sethiho I.
- Zádušní chrám Amenhotepa II.
- Ramesseum

## Královská nekropole
- Údolí králů
- Údolí královen

## Nekropole
- Dér el-Medína
- Hrobky urozených
  - Dra Abú el-Naga
  - El-Chocha
  - Asasif
  - Šéch Abd el-Kurna
  - Kurnet Muraj